# Zadie Smith
Zadie Smith (ur. 25 października 1975 w Londynie) – brytyjska pisarka, autorka opowiadań i powieści. Ukończyła King's College w Cambridge, członkini The Royal Society of Literature (RSL).

## Życiorys
Zadie Smith urodziła się jako Sadie Adeline Smith (zmieniła imię z Sadie na Zadie w wieku 14 lat) w północno-zachodniej części Londynu, w robotniczej dzielnicy Brentu. Jej matka, Yvonne Bailey, dorastała na Jamajce i wyemigrowała do Anglii w 1969. Dla jej ojca, Anglika Harveya Smitha, była drugą żoną. Smith ma przyrodnią siostrę i przyrodniego brata oraz dwóch młodszych braci. Jeden z nich, Ben Bailey Smith (ur. 1977), został aktorem, raperem oraz komikiem występującym na scenie pod pseudonimem Doc Brown. Jej rodzice rozwiedli się, gdy była nastolatką.
W dzieciństwie Smith uwielbiała stepowanie. Jako nastolatka zastanawiała się nad rozpoczęciem kariery aktorskiej w musicalu. W czasie studiów zarabiała na życie jako śpiewaczka jazzowa i chciała zostać dziennikarką, zanim skoncentrowała się na twórczości beletrystycznej.
Jej debiutancka powieść Białe zęby z 2000 zdobyła wiele nagród; jej nakład w Wielkiej Brytanii przekroczył milion egzemplarzy. W 2002 została zaadaptowana przez stacje Channel 4 na mini serial telewizyjny.
Oprócz powieści pisze też opowiadania dla „The New Yorkera” i uczy kreatywnego pisania na New York University.
W listopadzie 2016 została wyróżniona Nagrodą Literacką niemieckiego dziennika „Die Welt”.

## Życie prywatne
Zadie Smith jest żoną północnoirlandzkiego pisarza i poety Nicka Lairda, któremu zadedykowała swoją trzecią powieść O pięknie. Poznali się na studiach w Cambridge; ślub wzięli w 2004 roku. W 2009 urodziła im się córka Katherine (Kit), a w 2013 syn Harvey (Hal).

## Wybrane publikacje
Powieści:
- Białe zęby, 2002 (White Teeth, 2000, tłum. pol. Zbigniew Batko) – powieść zdobyła nagrody: nagrodą James Tait Black Memorial[6], The Guardian First Book Award Whitbread Prize[7], Whitbread Book Awards w kategorii Pierwsza Powieść[8], Commonwealth Writers First Book Prize[9], Betty Trask Award[10], a następnie została zaadaptowana na mini serial telewizyjny
- Łowca autografów, 2004 (The Autograph Man, 2002, tłum. pol. Zbigniew Batko)
- O pięknie, 2006 (On Beauty, 2005, tłum. pol. Zbigniew Batko) – nominowana do Nagrody Bookera[11], laureatka: Somerset Maugham Award[12], Anisfield-Wolf Book Award[13], Women’s Prize for Fiction[14]
- Londyn NW, 2014 (oryg. tytuł NW, 2012, tłum. pol. Jerzy Kozłowski), ISBN 978-83-240-3110-8
- Swing Time, 2016[3]
- Oszustwo, tłum. pol. Justyn Hunia, 2024 ISBN 978-83-240-6842-5[15]

Eseje:
- Jak zmieniałam zdanie, 2010 (Changing My Mind: Occasional Essays, 2009)
- Widzi mi się, 2018 (Feel Free: Essays, 2018)
- Grand Union: Stories, 2019[16]